# Aubigny-sur-Nère
Aubigny-sur-Nère és un municipi francès, situat al departament de Cher i a la regió de Centre – Vall del Loira. L'any 2007 tenia 5.751 habitants.

## Demografia

### Població
El 2007 la població de fet d'Aubigny-sur-Nère era de 5.751 persones. Hi havia 2.537 famílies, de les quals 920 eren unipersonals (380 homes vivint sols i 540 dones vivint soles), 832 parelles sense fills, 624 parelles amb fills i 161 famílies monoparentals amb fills.
La població ha evolucionat segons el següent gràfic:
Habitants censats

### Habitatges
El 2007 hi havia 2.949 habitatges, 2.603 eren l'habitatge principal de la família, 151 eren segones residències i 195 estaven desocupats. 2.423 eren cases i 517 eren apartaments. Dels 2.603 habitatges principals, 1.549 estaven ocupats pels seus propietaris, 997 estaven llogats i ocupats pels llogaters i 57 estaven cedits a títol gratuït; 55 tenien una cambra, 242 en tenien dues, 626 en tenien tres, 859 en tenien quatre i 821 en tenien cinc o més. 1.807 habitatges disposaven pel capbaix d'una plaça de pàrquing. A 1.333 habitatges hi havia un automòbil i a 846 n'hi havia dos o més.

### Piràmide de població
La piràmide de població per edats i sexe el 2009 era:
| Homes | Edats   | Dones |
| ----- | ------- | ----- |
| 4     | 95 o +  | 20    |
| 12    | 90 a 94 | 52    |
| 44    | 85 a 89 | 96    |
| 32    | 80 a 84 | 100   |
| 140   | 75 a 79 | 164   |
| 136   | 70 a 74 | 196   |
| 184   | 65 a 69 | 224   |
| 152   | 60 a 64 | 180   |
| 120   | 55 a 59 | 128   |
| 184   | 50 a 54 | 192   |
| 164   | 45 a 49 | 232   |
| 220   | 40 a 44 | 188   |
| 188   | 35 a 39 | 192   |
| 160   | 30 a 34 | 216   |
| 208   | 25 a 29 | 168   |
| 140   | 20 a 24 | 120   |
| 196   | 15 a 19 | 180   |
| 220   | 10 a 14 | 172   |
| 196   | 5 a 9   | 144   |
| 160   | 0 a 4   | 124   |

## Economia
El 2007 la població en edat de treballar era de 3.378 persones, 2.484 eren actives i 894 eren inactives. De les 2.484 persones actives 2.270 estaven ocupades (1.241 homes i 1.029 dones) i 214 estaven aturades (97 homes i 117 dones). De les 894 persones inactives 334 estaven jubilades, 234 estaven estudiant i 326 estaven classificades com a «altres inactius».

### Ingressos
El 2009 a Aubigny-sur-Nère hi havia 2.645 unitats fiscals que integraven 5.762,5 persones, la mediana anual d'ingressos fiscals per persona era de 17.216 €.

### Activitats econòmiques
Dels 311 establiments que hi havia el 2007, 4 eren d'empreses extractives, 9 d'empreses alimentàries, 1 d'una empresa de fabricació de material elèctric, 1 d'una empresa de fabricació d'elements pel transport, 23 d'empreses de fabricació d'altres productes industrials, 25 d'empreses de construcció, 82 d'empreses de comerç i reparació d'automòbils, 13 d'empreses de transport, 22 d'empreses d'hostatgeria i restauració, 3 d'empreses d'informació i comunicació, 21 d'empreses financeres, 11 d'empreses immobiliàries, 33 d'empreses de serveis, 37 d'entitats de l'administració pública i 26 d'empreses classificades com a «altres activitats de serveis».
Dels 97 establiments de servei als particulars que hi havia el 2009, 1 era una oficina d'administració d'Hisenda pública, 1 oficina del servei públic d'ocupació, 1 gendarmeria, 1 oficina de correu, 8 oficines bancàries, 2 funeràries, 13 tallers de reparació d'automòbils i de material agrícola, 2 tallers d'inspecció tècnica de vehicles, 2 autoescoles, 5 paletes, 4 guixaires pintors, 7 fusteries, 6 lampisteries, 3 electricistes, 1 empresa de construcció, 9 perruqueries, 2 veterinaris, 5 agències de treball temporal, 12 restaurants, 6 agències immobiliàries, 3 tintoreries i 3 salons de bellesa.
Dels 42 establiments comercials que hi havia el 2009, 3 eren supermercats, 2 grans superfícies de material de bricolatge, 2 botiges de menys de 120 m², 7 fleques, 5 carnisseries, 1 una botiga de congelats, 1 una peixateria, 6 botigues de roba, 3 botigues d'equipament de la llar, 1 una botiga d'equipament de la llar, 2 botigues d'electrodomèstics, 1 una botiga d'electrodomèstics, 2 botigues de material esportiu, 2 joieries i 4 floristeries.
L'any 2000 a Aubigny-sur-Nère hi havia 40 explotacions agrícoles que ocupaven un total de 4.026 hectàrees.

## Equipaments sanitaris i escolars
El 2009 hi havia 3 farmàcies i 1 ambulància.
El 2009 hi havia 1 escola maternal i 2 escoles elementals. Aubigny-sur-Nère disposava d'un col·legi d'educació secundària amb 596 alumnes.

## Poblacions més properes
El següent diagrama mostra les poblacions més properes.